# Captain Marvel Jr.
Pour les articles homonymes, voir Captain Marvel.
Captain Marvel Jr. (Freddy Freeman) est un personnage de fiction créé par les auteurs de bande dessinée américains Ed Herron (en) et Mac Raboy en 1941. Ce jeune super-héros invincible se distingue de son mentor Captain Marvel par son costume bleu.
En France, il a été dessiné par Albert Uderzo, en 1950, pour le journal Bravo.

## Apparitions dans d'autres médias
En 2019, le personnage apparait dans Shazam! de David F. Sandberg, puis dans sa suite Shazam! Fury of the Gods (2023). Il y est incarné par Jack Dylan Grazer et par Adam Brody dans sa forme magique « adulte ».